# Остапенко Олександр Федорович
Олександр Федорович Остапенко (29 червня 1940, село Юрківці, тепер Вінницької області) — український діяч, генеральний директор виробничого об'єднання «Краснодонвугілля» Ворошиловградської (Луганської) області. Народний депутат України 1-го скликання.

## Біографія
Народився у селянській родині.
У 1958—1960 роках — наваловідбійник шахтоуправління № 2/7 комбінату «Сталінвугілля» Сталінської області.
У 1960—1964 роках — студент Донецького політехнічного інституту, гірничий інженер.
У 1964—1974 роках — помічник начальника дільниці шахтоуправління № 2/7 комбінату «Донецьквугілля» Донецької області.
Член КПРС з 1970 по 1991 рік.
У 1974—1980 роках — головний інженер, директор шахти «Лідіївка» комбінату «Донецьквугілля» Донецької області.
У 1980—1984 роках — директор виробничого об'єднання «Донецьквугілля» Донецької області.
У 1984—1993 роках — генеральний директор виробничого об'єднання «Краснодонвугілля» Ворошиловградської (Луганської) області.
18.03.1990 року обраний народним депутатом України, 2-й тур, 48,35 % голосів, 8 претендентів. Входив до групи «Промисловці». Голова підкомісії з питань розвитку підприємств вугільної промисловості Комісії ВР України з питань розвитку базових галузей народного господарства.
У вересні 1993 — листопаді 1994 року — заступник голови Державного комітету України з вугільної промисловості.
Обирався головою Партії захисту пенсіонерів України.

## Нагороди
- медалі